# Palaemonetes atrinubes
Palaemonetes atrinubes is een garnalensoort uit de familie van de Palaemonidae. De wetenschappelijke naam van de soort is voor het eerst geldig gepubliceerd in 1976 door Bray.